# Skrålle Peer i Waltsarfvet
Skrålle Peer i Waltsarfvet eller Skrålle Pehr Olsson i Walsarfve, död 6 februari 1671, var en svensk som blev åtalad för häxeri. Han dömdes till döden i häxprocessen i Leksand under det stora oväsendet.
Efter den stora häxprocessen i Mora 1669 spred sig ryktet i Dalarnas bygder om att häxor förde bort barn till Blåkulla. Oroliga föräldrar kontaktade myndigheterna och krävde att utpekade misstänkta skulle förhöras, vilket ledde till att häxprocesser uppkom i Orsa, Rättvik, Leksand, Lima och Stora Tuna de följande åren.
Skrålle Peer anklagades först redan 1669 på häradstinget av fem barn för att ha fört dem till Blåkulla. Hans fall remitterades 20 december 1669 från häradstinget till hovrätten och därifrån till trolldomskommissionen. Antalet barnvittnen utökades till sju när hans fall togs upp av trolldomskommissionen under häxprocessen i Leksand. 
Han beskrevs av sin församlingspräst som "een ogudachtig menniska" och bedragare som drack, svor och sällan infann sig till gudstjänsterna i kyrkan. Han uppgavs länge ha varit misstänkt för trolldom och för att ha blivit förd till Blåkulla själv av sin far, och sedan börjat föra barn själv. Jacob Anders Svenssons i Tunneboda anklagade honom för att ha fört honom till Blåkulla:
"angifves nu af 7 st. barn till dhe 5 han på Härads-Tinget tillförene är anklagader af, hvilken söker medh osanferdelige At tester sin oskyldigheet anbringa, bevilnes så af sin Siälesöriare som andre flere, dhe hans seder och lefverne kunnigt liafva, vara een ogudachtig menniska, dhen Gudstiensts tijderne mäst antingen med drickande el. körande skall fördröja; Eeen stoor Sverijare och bedragare, hans Fader för honom så väll som Peer ännu, alltijdh om Trulldomb haft stoora misstanekar på sigh. Sidst och nu beskylles af een gåsse, Jacob ben:d Anders Svenssons i Tunneboda, honom framför alle andre, nu med sig iembnstark i detta väsendet hafva giordt. Dhenne är af Tings-Råtteu den 20 ecember 1669 under Kongl. Hof-Rätten, dherifrån under dhen Kongl, Commissorial- rettens betenkiande Remitterad"
Han dömdes till döden i tingsrätten. Han var en av två män som dömdes till döden under denna process, vid sidan av Knuts Mats Andersson i Rälta. Domen hänvisades till trolldomskommissionen, och dödsdomen bekräftades 4 februari 1671. Precis som ungefär hälften av de andra dödsdömda, mottog han en villkorlig dödsdom. Det innebar att han skulle föras till avrättningsplatsen under förespegling att han skulle avrättas oavsett om han bekände eller fortsatte att neka. Om han bekände på avrättningsplatsen, skulle avrättningen verkställas; om han fortsatte vägra erkänna, skulle han friges. 
Den 6 februari 1671 meddelades att avrättningen av de ovillkorligt dödsdöma hade ägt rum, medan samtliga av de villkorligt dödsdömda hade fortsatt att neka och alltså hade frigetts. Det förtydligades dock att Skrålle Peer hade avlidit i fängelset på morgonen 6 februari samma dag som avrättningen, "hvilken vardt döder för än Execution om morgonen anställes".